# Cătina
Cătina (en húngaro, Katona) es una comuna rumana situada en el distrito de Cluj. Según el censo de 2021, tiene una población de 1567 habitantes.